# Levée du Drapeau à l'encre

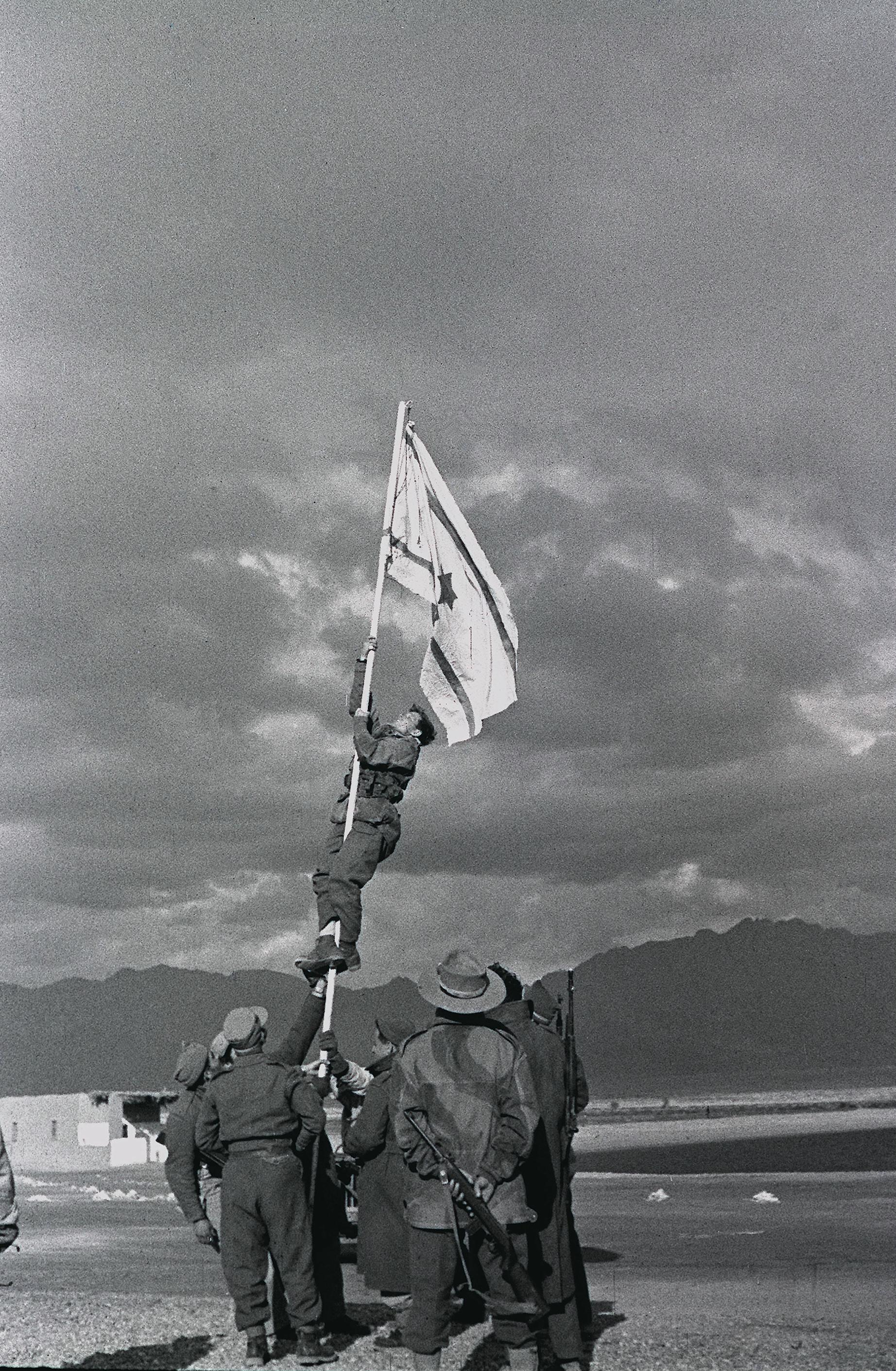
Levée du Drapeau à l'encre par le futur général israélien Avraham Adan à Umm Rashrash le 10 mars 1949.

La Levée du Drapeau à l'encre ou du Drapeau d'encre (hébreu : דֶּגֶל הַדְּיוֹ, Degel HaDyo) est un acte symbolique marquant la prise du village arabe d'Umm Rashrash sur le Golfe d'Aqaba le 10 mars 1949. Sur ce site, où sera édifiée la ville d'Eilat, des soldats de la brigade HaNeguev participant à  l'opération Ouvda (« fait accompli ») dressent un drapeau israélien improvisé. L'événement  marque la fin de la guerre israélo-arabe de 1948. La photo immortalisant les faits est devenue un symbole dans la mémoire collective israélienne.

## Histoire

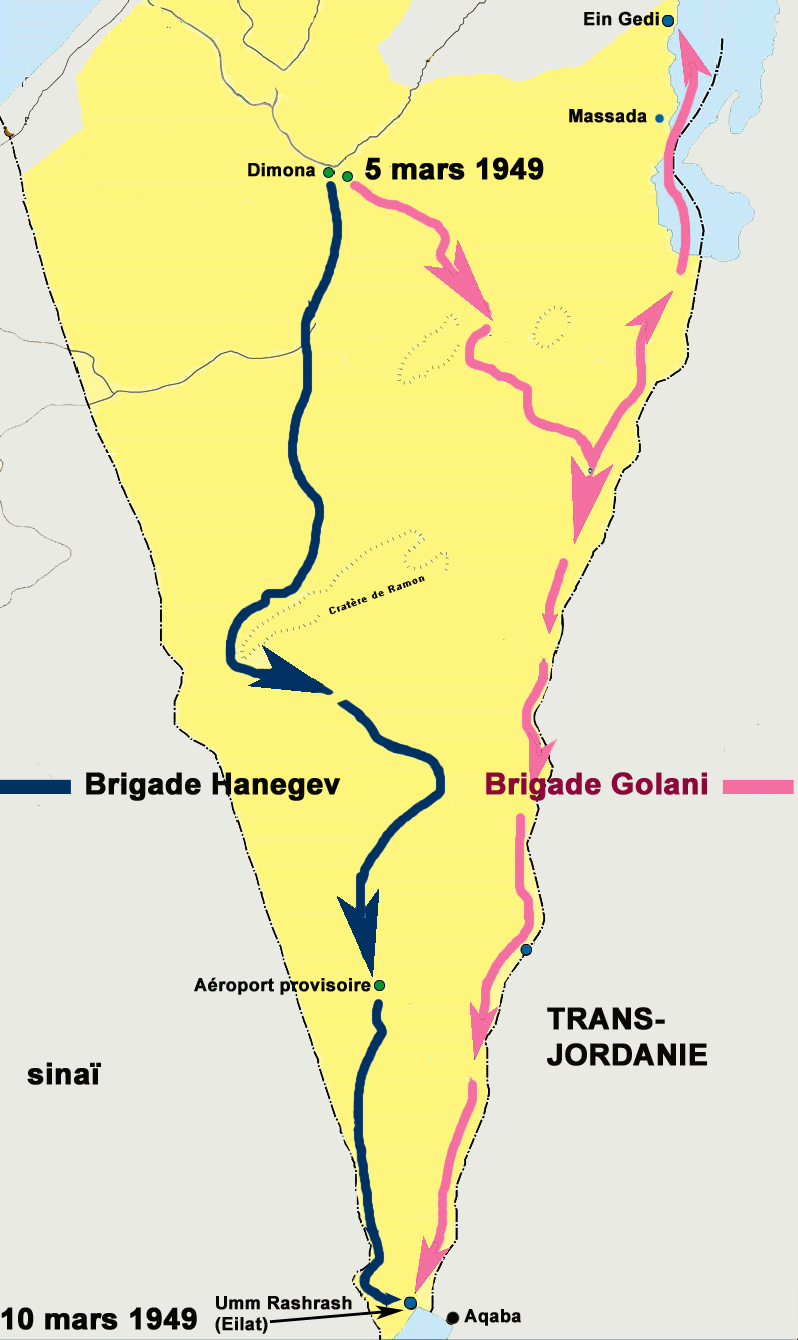
Carte de l'opération Ouvda.

Bien qu'un cessez-le-feu ait été signé avec l'Égypte en janvier et que la guerre est en pratique terminée, Israël lance le 7 mars 1949 l'opération Ouvda visant à la reprise de contrôle de la zone stratégique du sud du Néguev, offrant une ouverture sur la mer Rouge via le Golfe d'Aqaba. Cette zone a été attribuée à Israël par le Plan de partage de l'ONU mais le territoire a été sous contrôle égyptien dès son entrée en guerre le 15 mai 1948 et est patrouillé par les Jordaniens depuis janvier. Ce sera la dernière opération militaire de la guerre israélo-arabe de 1948.
Deux brigades, la brigade HaNeguev du Palmah et la brigade Golani progressent en parallèle vers le sud provoquant la fuite des patrouilles jordaniennes. Chacune fait la course dans le but de gagner le prestige d'arriver en premier à la mer Rouge,.
Le 10 mars à 15h, les forces de la brigade HaNeguev parviennent au village de pêcheurs d'Umm Rashrash, à l'ouest d'Aqaba, dans la zone du site biblique d'Elath. Sur ordre de leur commandant Nahum Sarig, un drapeau improvisé est fabriqué car les soldats n'en possèdent pas dans leur paquetage. Celui-ci est constitué d'un drap blanc sur lequel est cousue une étoile de David récupérée sur une trousse de secours,. Ses deux bandes sont tracées à l'encre. Ce drapeau de fortune est dressé devant le poste de police par Avraham Adan, futur général israélien, alors commandant de bataillon. Les soldats de la Golani arrivent 2h plus tard et remplacent le drapeau improvisé par un drapeau standard.
Les 2 commandants envoient un télégramme au commandement sud :
« Annonce au gouvernement d'Israël. Pour le Jour de la Haganah, le 11 Adar, la brigade HaNeguev et la brigade Golani offrent le Golfe d'Eilat à l'État d'Israël. Eilat (Umm Rashrash) 9 Adar 1949. »
La Jordanie et Israël signent un cessez-le-feu généralisé le lendemain.

## Symbolique

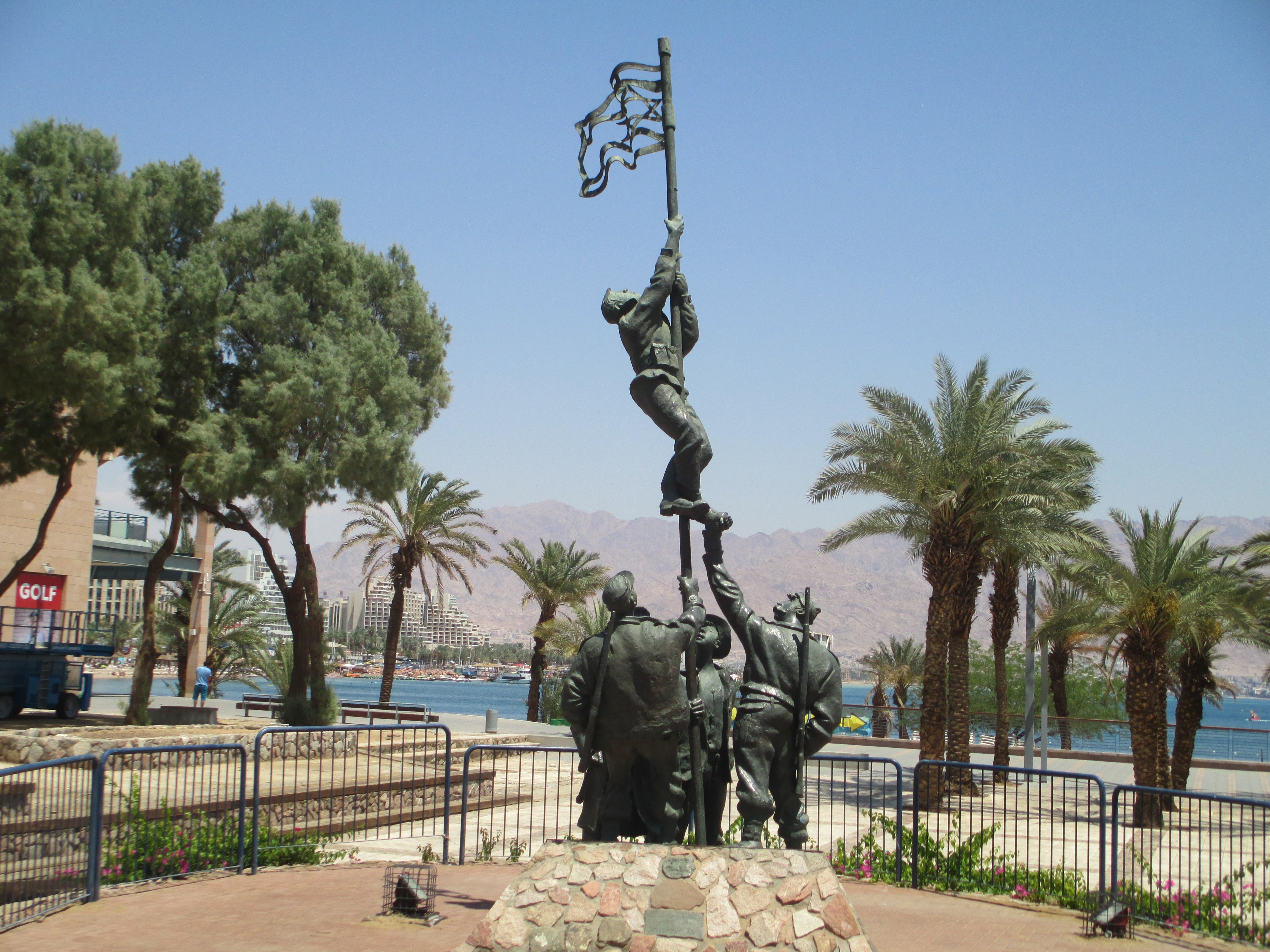
Monument commémoratif de Bernard Reder.

La photographie immortalisant l’événement, prise par le soldat Micha Perry, fait partie de la mythologie de la guerre de 1948. Elle est parfois comparée avec celle symbolisant la prise d'Iwo Jima.
Dans la mythologie et la mémoire collective israéliennes, il existe une compétition entre le Sabra, juif né en Terre d'Israël, et les immigrants de la diaspora, nés en Galout. Selon Oz Almog, cette photographie est « certainement l'exemple le plus marquant d'un symbole guerrier distillant dans le public [israélien] une identification entre le Sabra et les troupes victorieuses de 1948 ». À l'époque, le Palmah était considéré comme l'unité d'élite des forces armées israéliennes, constituée majoritairement des kibboutzim natifs de Palestine mandataire. Les autres brigades, dont la Golani, ont avant et pendant la guerre intégré des immigrants. La levée du drapeau symbolise la victoire et la fin de la guerre, mais également la suprématie du Palmah et indirectement du Sabra.
Une sculpture en bronze commémorant l'évènement a été édifiée à Eilat. Elle est l'œuvre du sculpteur israélien Bernard Reder.